# Bistum Dschibuti
Das Bistum Dschibuti (lat.: Dioecesis Gibutensis) ist eine in Dschibuti gelegene römisch-katholische Diözese.
Es wurde am 28. April 1914 aus dem Apostolischen Vikariat Galla herausgelöst und als Apostolische Präfektur errichtet. Am 14. September 1955 wurde die Apostolische Präfektur Dschibuti zum immediaten Bistum erhoben.
Die Kathedrale von Dschibuti, die Unsere(r) Liebe(n) Frau vom Guten Hirten (französisch Notre-Dame du Bon-Pasteur) gewidmet wurde, ließ 1964 Bischof Henri Hoffmann, OFMCap, errichten und im selben Jahr durch Kardinaldiakon Eugène Tisserant einweihen. Architekt war Joseph Müller aus Colmar.

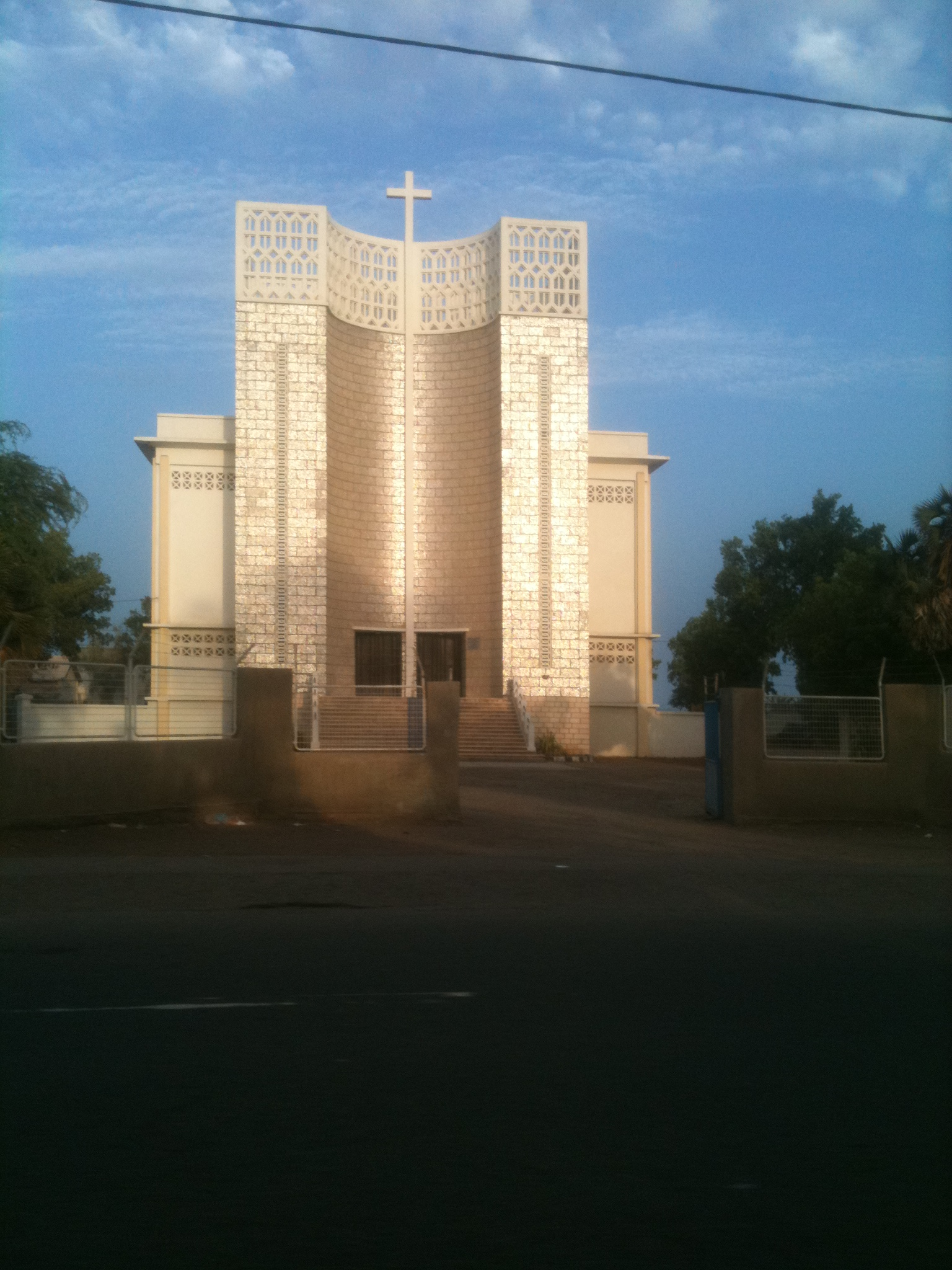
Cathédrale Notre-Dame du Bon-Pasteur des Bistums Dschibuti

## Apostolischer Präfekt von Dschibuti
- 1914–1923: Pasquale da Luchon, OFMCap
- 22. Oktober 1937 – 1945: Marcelliano da La Guerche, OFMCap
- 28. September 1945 – 14. September 1955: Henri Alfred Bernardin Hoffmann, OFMCap

## Bischöfe von Dschibuti
- 14. September 1955 bis 21. März 1979: Henri Alfred Bernardin Hoffmann, OFMCap
- 28. März 1980 bis 3. Juli 1987: Michel-Joseph-Gérard Gagnon, MAfr
  - als Apostolischer Administrator 1987 bis 1992: Georges Perron, OFMCap
- 21. November 1992 bis 13. März 2001: Georges Perron, OFMCap
- 13. März 2001 bis 13. Januar 2024: Giorgio Bertin, OFM
- seit 13. Januar 2024: Jamal Khader